# Kratovo (Priboj)
Kratovo (Servisch cyrillisch Кратово) is een plaats in de Servische gemeente Priboj. De plaats telt 305 inwoners (2002).